# Zacharias Oppenheimer

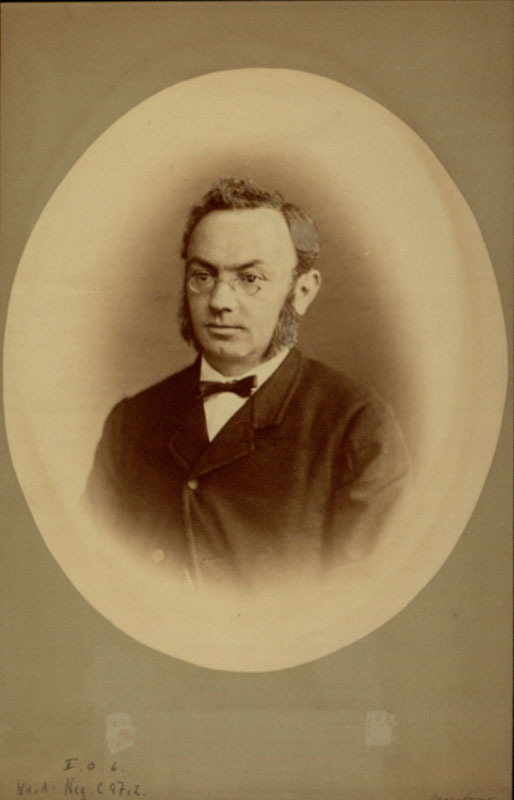
Zacharias Oppenheimer

Zacharias Hugo Oppenheimer (8. Januar 1830 in Michelfeld – 25. Juni 1904 in Heidelberg) war ein deutscher Mediziner und Professor an der Universität Heidelberg.

## Leben
Zacharias Hugo Oppenheimer stammt aus dem Michelfelder Zweig der Familie Oppenheimer, die dort seit dem 18. Jahrhundert bezeugt ist. Er war der Sohn des Seligmann Oppenheimer und dessen Ehefrau Jette, geborene Levis.  
Ab Oktober 1848 studierte Oppenheimer Medizin in Heidelberg. Im Mai 1849 nahm er an der Badischen Revolution teil und musste nach deren Niederschlagung im Juni 1849 in die Schweiz fliehen. Er kehrte im Oktober 1849 wieder nach Deutschland zurück und studierte zunächst an der Julius-Maximilians-Universität Würzburg und ab Oktober 1851 wieder in Heidelberg. Im Jahr 1855 habilitierte er sich in Heidelberg und wurde dort 1863 außerordentlicher Professor der Medizin. Zacharias Oppenheimer veröffentlichte zahlreiche medizinische Schriften. Er wurde zum großherzoglich badischen Hofrat ernannt.

## Nachkommen
Zacharias Oppenheimer war mit Mathilde Frank (geb. 26. Dezember 1836 in Oberelsbach; gest. 9. Dezember 1915 in Heidelberg) verheiratet. Aus dieser Ehe entstammt der Sohn Oscar Wilhelm Oppenheimer (geb. 7. Juli 1860 in Heidelberg; gest. 9. Mai 1920 in Freiburg im Breisgau). Er war Facharzt für Magen- und Darmerkrankungen. Er heiratete seine Cousine Frieda Oppenheimer (1877–1905).

## Ehrungen
Im Jahr 1892 wurde er zum Mitglied der Deutschen Akademie der Naturforscher Leopoldina gewählt.

## Schriften (Auswahl)
- Lehrbuch der physikalischen Heilmittel für Aerzte und Studirende der Medizin. Stahl Verlag, 1861.
- Über den Einfluß des Klimas auf den Menschen. Lüderitz, Berlin 1867.
- „Bewusstsein-Gefühl“. Eine psycho-physiologische Untersuchung. Bergmann Verlag, Wiesbaden 1903.